# Panorhynchus argentinensis
Panorhynchus argentinensis är en djurart som tillhör fylumet slemmaskar, och som beskrevs av Serna de Esteban och Moretto 1969. Panorhynchus argentinensis ingår i släktet Panorhynchus och familjen Panorhynchidae. Inga underarter finns listade i Catalogue of Life.